# Теория за прелъстяването
Теорията за прелъстяването е хипотеза от средата на 90-те години на XIX век от Зигмунд Фройд, която постулира че дава решение на проблема за основите на хистерията и обсесивните неврози. Според теорията потиснат спомен от сексуално насилие в ранно детство или травматично преживяване са същностната предпоставка за хистерични и обсесивни симптоми, в добавка с активно сексуално преживяване до навършване на 8 години за последните.
В традиционното описание на развитието в теорията за прелъстяването, Фройд отначало мисли, че пациентите му свързват повече или по-малко реални истории на сексуално малтретиране и че сексуалното насилие е отговорно за много от неврозите и други здравословни проблеми на пациентите му. След няколко години Фройд изоставя теорията си, заключавайки че спомените за сексуално насилие всъщност са фантазии на пациентите му.
Алтернативно описание, което идва на преден план в начетеността на Фройд поставя ударение върху това че теорията, както е постулирана от Фройд, обяснява хистерията и обсесивните неврози като резултат от „несъзнателни“ спомени за сексуално насилие в детството. В трите публикации за теорията за прелъстяването, издадени през 1896 Фройд твърди, че с всички тогавашни пациенти е способен да разкрие такова насилие, най-вече станало под 4-годишна възраст. Тези публикации показват, че пациентите не свързват историите за сексуално насилие спрямо тях в ранното детство; по-скоро Фройд използва аналитичната интерпретация на симптомите и асоциациите на пациентите и оказвайки натист върху пациента, в опит да доведе до „възпроизвеждане“ на дълбоко потиснати спомени. Макар да съобщава, че успява да постигне тази цел, той също така казва, че пациентите остават неубедени че реално са преживели това че са били насилвани в детството си.  Съобщенията на Фройд за епизодите от теорията за прелъстяването преминават през серия от промени през годините, кулминирайки в традиционна история, основана на последното описание в „Нови уводни лекции в психоанализата“.

## По-нататъшно четене
- Cioffi, F. (1998 [1973]. Was Freud a liar? Freud and the Question of Pseudoscience. Chicago: Open Court, pp. 199 – 204.
- Kurt Eissler, Freud and the seduction theory: A brief love affair, New York: International Universities Press, 2001
- Robert Fliess, Symbol, Dream and Psychosis: Volume III Psychoanalytic Series, 1973

- Esterson, A. (1998). Jeffrey Masson and Freud’s seduction theory: a new fable based on old myths. History of the Human Sciences, 11 (1), pp. 1 – 21.
- Esterson, A. (2001). The mythologizing of psychoanalytic history: deception and self deception in Freud’s accounts of the seduction theory episode. History of Psychiatry, Vol. 12 (3), pp. 329 – 352 Архив на оригинала от 2008-08-28 в Wayback Machine..
- Esterson, A. (2002). The myth of Freud’s ostracism by the medical community in 1896 – 1905: Jeffrey Masson’s assault on truth. History of Psychology, 5 (2), pp. 115 – 134 Архив на оригинала от 2008-08-28 в Wayback Machine..
- Freud, S. (1896a). Heredity and the aetiology of the neuroses. Standard Edition Vol. 3, 143 – 156.
- Freud, S. (1896b). Further remarks on the neuro-psychoses of defence. Standard Edition Vol. 3, 162 – 185.
- Freud, S. (1896c). The aetiology of hysteria. Standard Edition, Vol. 3, 191 – 221.
- Israëls, H. and Schatzman, M. (1993) The Seduction Theory. History of Psychiatry, iv: 23 – 59.
- Masson, J. M. (1984). The Assault on Truth: Freud's Suppression of the Seduction Theory. New York: Farrar, Straus and Giroux.
- Masson, J. M. (editor) (1985). The Complete Letters of Sigmund Freud to Wilhelm Fliess 1887 – 1904. ed. and trans. J. M. Masson. Cambridge, MA: Harvard University Press.
- Schimek, J. G. (1987). Fact and Fantasy in the Seduction Theory: a Historical Review. Journal of the American Psychoanalytic Association, xxxv: 937 – 65.